# 문경민
문경민(1984년 4월 27일~)은 대한민국의 축구 선수다. 

## 축구인 생활
경기도 성남시 출생으로 동의대를 졸업하였다. 고등학교 시절 17세 이하 청소년 대표로 활약한 경력이 있다. 2007년에 아이앤지넥스 FC(현 홍천이두)에 입단한 그는 같은 해에 K3리그의 화성 신우전자로 팀을 옮겼고, 그가 주장으로 활약한 2008년 K3리그 시즌은 소속팀의 준우승으로 막을 내렸다. 2009년에 그는 서울 양천 FC에 입단, 2010년 K3리그 시즌에 대비하고 있다.

## 그외
- 그의 롤 모델들은 이동국과 홍명보다. 어렸을때부터 이들의 등번호인 20번을 선호했으나 늘 9번이 배정되었다.
- 그는 성남 일화의 이호와 동기다.
- 본 포지션은 공격수지만, 서울 양천 FC에서는 수비수로 뛰며 팀의 살림꾼 역할을 한다.